# Cultivo en solitario (taoísmo)
Se denomina cultivo en solitario o  ejercicio genital, a aquellas prácticas taoístas de masturbación encaminadas al desarrollo de la propia sexualidad, el desarrollo personal y la promoción de la salud. Una de sus principales técnicas está encaminada al desarrollo de la capacidad de controlar la eyaculación. El término cultivo en solitario fue introducido en occidente a través del maestro taoísta Mantak Chia.